# 大罗圈河
大罗圈河位于中华人民共和国吉林省东南部，是浑江左岸支流，发源于通化县东南端石湖镇棒棰园子前山东侧，蜿蜒向北流经通化县石湖镇、果松镇、通化市二道江区铁厂镇，最后于鸭园镇西北注入浑江。河长65.9千米，河道平均比降5.5‰，流域面积733平方千米，年均径流量3.43亿立方米。